# 朱襄陵
朱襄陵或称朱襄氏陵、朱襄氏墓位于河南省商丘市柘城县大仵乡朱贡寺村。是全国四个炎帝陵之一。2003年，列为商丘市文物保护单位。
炎帝出于神农氏，“朱襄氏”被认为是“炎帝神农氏”，故为炎帝陵。此墓所在原为一座土丘，树有“朱襄氏之墓”的石碑。当地有建文帝朱允炆逃难于此，拜祭其朱姓先祖朱襄氏的传说。明朝成化年间，此地形成村落，后建观音寺。观音寺因位于朱襄氏陵前，后又称朱寺（或称朱贡寺）。《柘城县志》有朱襄陵相关的诗篇十余首。其中最为知名的为清朝康熙年间窦克让所做《朱襄氏墓》：“柘东十里极苍茫，碑石犹传是上皇。鼓瑟调和花木实，空余陵寝在蓁荒。”
中华人民共和国建国初期，朱寺不存，原有建筑改为小学。朱襄陵的土丘亦因村民挖土之故，日渐缩小。小学搬迁后，此地仅余一座高约1米的土丘、三间大殿，以及一棵皂角树。2002年，朱贡寺小学搬迁。当年（或说2001年），柘城县人民政府为发展旅游业，拨款修缮。陵墓被加高至10.9米。此时，陵前有“炎帝朱襄陵”碑刻、香池、4座碑楼。2003年，商丘市人民政府批准朱襄陵为市级文物保护单位。政府拨款修复山门，增建围墙，以及树立保护标志，划定保护范围。虽然政府进行了修缮，但朱襄陵未吸引到游客，长期处于荒废状态。
2008年，朱贡寺村人、柘城县退休干部李松林投资120万元（或说筹集150余万元），在陵前增建700平方米的建筑，并修缮建筑。所建建筑为炎帝大殿、东西偏殿，修缮了山门和侧房。